# Kemény-kúria (Pusztakamarás)
A pusztakamarási Kemény-kúria műemlék épület Romániában, Kolozs megyében. A romániai műemlékek jegyzékében a CJ-II-m-B-07544 sorszámon szerepel.